# St. Leonards and St. Ives
St. Leonards and St. Ives är en civil parish i Storbritannien.   Den ligger i kommunen Dorset och riksdelen England, i den södra delen av landet, 140 km sydväst om huvudstaden London.